# Harkov HAI-1
Harkov HAI-1 (ХАИ-1) je bilo sovjetsko 6-sedežno enomotorno  potniško letalo, ki so ga proizvajali v 1930ih. Posebnost letala je, da so ga zasnovali študenti iz inštituta Harkiv. Bil je prvo evropsko potniško letalo z uvlačljivim pristajalnim podvozjem. Potovalna hitrost je bila primerljiva z lovci tistega časa. Sovjetska letalska družba Aeroflot je uporabljala okrog 40 letal. 
Grajen je bil iz lesa, krmilne površine so bile pokrite s tkanino.

## Specifikacije (HAI-1 1934)
- Posadka: 1 pilot
- Kapaciteta: 6 potnikov
- Dolžina: 10,41 m (34 ft 2 in)
- Razpon kril: 14,85 m (48 ft 9 in)
- Površina krila: 33,2 m2 (357 ft2)
- Prazna teža: 1630 kg (3590 lb)
- Gros teža: 2600 kg (5720 lb)
- Motor: 1 × M-22, 360 kW (480 KM)

- Maks. hitrost: 292 km/h (181 mph)
- Dolet: 1130 km (700 milj)
- Višina leta (servisna): 7200 m (23620 ft)
- Hitrost vzpenjanja: 3,6 m/s (706,5 ft/min)